# Лі Мін Хо
Лі Мін Хо (кор. 이민호, 李敏鎬, нар. 22 червня 1987, Сеул, Республіка Корея) — південнокорейський актор, модель та співак. Широко відомий за ролями у корейських драмах: «Хлопці кращі за квіти», «Міський мисливець» та «Спадкоємці».

## Біографія
Народився 22 червня 1987 року у місті Сеул Південна Корея. В дитинстві хотів стати професійним футболістом, але через травму йому довелося відмовитися від своєї мрії. Зі старших класів школи він почав працювати моделлю і зніматися у серіалах, тоді ж задумався про кар'єру актора. Почав ходити на різні прослуховування, завдяки яким отримав роль в драмі «Таємниці шкільного двору». Перші роки Лі Мін Хо використовував псевдонім Лі Мін, проте він пишеться однаково з корейським словом «імміграція», через що пізніше актор повернувся до свого імені. Драма «Таємниці шкільного двору» не мала високих рейтингів, і популярності акторові вона не принесла.
Після зйомок актор потрапив в серйозну аварію, внаслідок якої близько семи місяців провів у лікарні, після чого не міг зніматися ще 1,5 року і змушений був відхилити ролі в комедії «Нестримний стусан» і мінісеріалі «Любов як бейсбол». Потім Лі Мін Хо затвердили на головну роль в драмі «Вперед, скумбрія, вперед!» разом з Пак Бо Ен. Ця роль теж не принесла їм слави: замість передбачуваних 16 серій, серіал навіть скоротили до 8. Але незважаючи на рейтинг, саме ця драма вплинула на його подальшу кар'єру, а саме вплинула на кастингу фільму «Наш учитель англійської». У 2008 році Мін Хо знявся в мінісеріалах «Вставай!», «Я вчитель» і у фільмах «Ворог суспільства 3: Повернення», «Наш учитель англійської».
2009 рік приніс Лі Мін Хо славу завдяки головній ролі Ку Джун Пхьо в популярному серіалі «Хлопці кращі за квіти» («Квіточки після ягідок»). Як каже актор, він дізнався що його затвердили на цю роль, зі статті в газеті. Тоді у нього ще не було водійських прав, і їх довелося поспіхом отримати для зйомки однієї зі сцен. Крім того, він застудився після сцени в басейні і втратив свідомість на зйомках сцени гри в регбі [джерело?]. Однак успіх телесеріалу зробив молодого актора зіркою корейської хвилі. У 2010 році Лі Мін Хо знявся в комедійному серіалі «Особистий смак», пояснивши свій вибір особливо смішним сценарієм. Перша історична роль в кар'єрі актора це драма 2012 року «Віра».
У травні 2013 року Лі Мін Хо дебютував як співак, також провів кілька фан-зустрічей в таких містах, як Йокогама, Осака, Шанхай, Пекін, Куала-Лумпур, Манілі і Тайбеї. У квітні 2013 року було створено воскову фігуру Мін Хо, яка перебуває в музеї мадам Тюссо в Шанхаї. Наприкінці березня 2013 року актор оголосив, що повертається на телебачення в драмі «Спадкоємці». Трансляція серіалу розпочалася 9 жовтня 2013 року. Цей проект привернув багато уваги, тому що його сценаристка Кім Ин Сук написала сценарій до таких хітових серіалів, як «Таємничий сад» і «Закохані в Парижі».
30 січня 2014 року Мін Хо став першою корейською знаменитістю, яка взяла участь в китайському шоу «CCTV New Year's Gala». Це щорічне телешоу, яке транслюється по всьому Китаю і в інтернеті в режимі онлайн, його дивиться 800 мільйонів китайських глядачів по всьому світу. Лі Мін Хо, з'явившись на шоу, отримав велику увагу до своєї персони, адже зазвичай на шоу приходять тільки китайські знаменитості. Участь в цьому шоу також збільшило популярність Мін Хо в Китаї, де він отримав прізвисько «Довгоногий оппа»(Див. Корейські звертання). Лі був запрошений на третю конференцію Президентського комітету Південної Кореї для культурного збагачення, як представник індустрії розваг, щоб сприяти обговоренню питань пов'язаних з розвитком культури Південної Кореї.
Наступним проектом Лі Мін Хо був бойовик «Каннамський блюз», дія якого розгортається в 1970 році. У цьому фільмі він співпрацював з актором Кім Ре Воном, також роль в цьому фільмі стала його першою головною роллю на великому екрані. Лі вибрав цей проект через мужній характер свого персонажа, щоб довести свою універсальність як актор. Далі Лі знявся в китайсько-південнокорейському фільмі «Мисливці за головами». Лі Мін Хо зіграв одну з головних ролей, в цьому проекті також знімалися китайські популярні актори — Уоллес Чун, Тіффані Тан і Карена Енджі.
Крім усього іншого, Лі Мін Хо має значне число підписників в таких соціальних мережах, як Facebook, Weibo і Twitter. Він виграв онлайн-опитування, організоване китайським журналом, під назвою «Азійський чоловік, подібний до Бога» два роки поспіль, в 2014 і 2015 років. Бере активну участь у соціальних проектах, зокрема у 2009—2010 роках виступав почесним послом ЮНІСЕФ у боротьбі із малярією.

### Освіта
Закінчив початкову школу Namsung потім середню школа Banpo і старшу школу Danggok. Вищу освіту отримав в університеті Конкук за спеціальністю: «Кіномистецтво».

### Благодійна діяльність
У 2014 році Лі створив сайт під назвою PROMIZ, який присвячений підвищенню обізнаності та розвитку благодійності та гуманітарної допомоги. Виручка від продажу товарів з сайту йде на користь благодійних фондів.. У 2015 році Мін Хо передав 100 млн. вон для постраждалих від землетрусу в Непалі. У 2016 році його благодійний сайт отримав нагороду Кращий бренд Кореї, у тому ж році він отримав подяку від міністерства охорони здоров'я Кореї за внесок в розвиток суспільства.
Святкуючи десятиріччя з моменту акторського дебюту Мін Хо, його фанати по всьому світу також брали участь в різних благодійних заходах.

### Служба в армії
12 травня 2017 Мін Хо розпочав проходження обов'язкової військової служби в якості державного службовця. Актор невзмозі проходити службу в якості солдата через тяжкі травми отримані ним у двох автомобільних аваріях, тому йому й дозволили проходження альтернативної служби. Але він все ж пройшов у 2018 році чотиритижневі курси основної військової підготовки. Завершив проходження служби Мін Хо 25 квітня 2019 року.

## Фільмографія

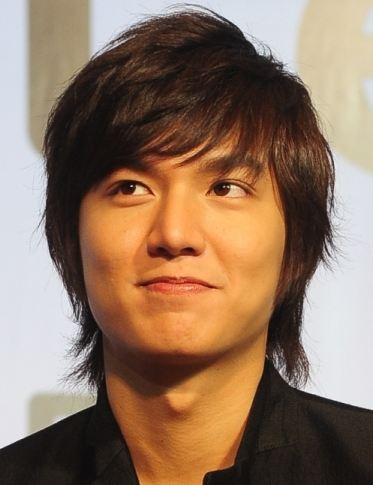
Лі Мін Хо у 2010 році

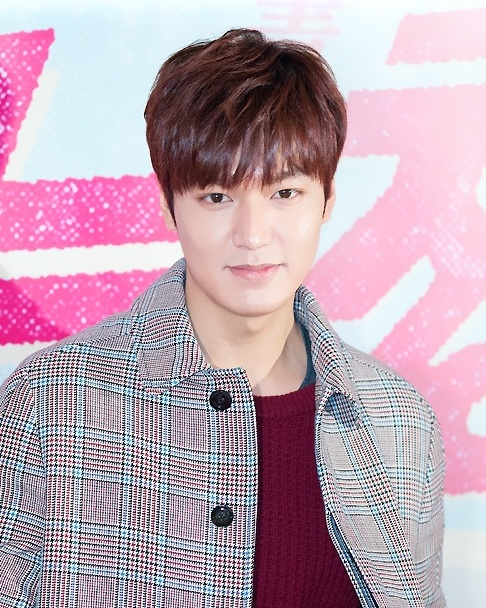
Лі Мін Хо у 2014 році

### Фільми
| Рік  | Назва                           | Роль       |
| ---- | ------------------------------- | ---------- |
| 2008 | «Ворог суспільства: повернення» | Чон Ха Йон |
| 2008 | «Вставай» (телефільм)           | Мін Ук Гі  |
| 2008 | «Наш викладач англійської»      | О Сан Хун  |
| 2015 | «Каннамський блюз»              | Кім Чон Де |
| 2016 | «Мисливці за головами»          | Ї Сан      |

### Телевізійні серіали
| Рік  | Назва                                      | Роль                       | Мережа   |
| ---- | ------------------------------------------ | -------------------------- | -------- |
| 2003 | «Шарп»                                     | студент                    | KBS2     |
| 2004 | «Нонстоп» (5 сезон)                        | MC Мон                     | MBC      |
| 2005 | «Рецепт кохання»                           | офіціант                   | MBC      |
| 2006 | «Таємничий кампус»                         | Пак Ду Хьон                | EBS      |
| 2007 | «Вперед скумбрія, вперед»                  | Ча Кон Чхан                | SBS      |
| 2007 | «Я вчитель»                                | Хьо Мо Се                  | KBS2     |
| 2009 | «Хлопці кращі за квіти»                    | Ку Джун Пхьо               | KBS2     |
| 2010 | «Особистий смак»                           | Чон Чін Хо                 | MBC      |
| 2011 | «Міський мисливець»                        | Лі Юн Сон                  | SBS      |
| 2012 | «Віра»                                     | Чхве Йон                   | SBS      |
| 2013 | «Спадкоємці»                               | Кім Тан                    | SBS      |
| 2016 | Легенда про синє море                      | Кім Дам Рьон / Хьо Чун Дже | SBS      |
| 2017 | «Дика природа ДМЗ» (документальний серіал) | сам себе                   | MBC TV   |
| 2020 | «Король: Вічний монарх»                    | Лі Гон / Лі Дж Хун         | SBS      |
| 2022 | «Патінко»                                  | Ко Хан Су                  | Apple TV |
| 2023 | «Запитай у зірок»                          | Кон Рьон                   | tvN      |

### Дискографія
- My Everything (2013)
- My Everything (2013)
- Song For You (2014)

## Нагороди
| Рік  | Нагорода                                                  | Категорія                                                           | Робота                  | Результат | Примітки      |
| ---- | --------------------------------------------------------- | ------------------------------------------------------------------- | ----------------------- | --------- | ------------- |
| 2009 | 45-та Премія мистецтв Пексан                              | Кращий новий актор телебачення                                      | «Хлопці кращі за квіти» | Перемога  | [ 24 ]        |
| 2009 | 45-та Премія мистецтв Пексан                              | Нагорода за популярність                                            | «Хлопці кращі за квіти» | Номінація | [ 24 ]        |
| 2009 | 14-та Азійська телепремія                                 | Кращий драматичний актор                                            | «Хлопці кращі за квіти» | Номінація |               |
| 2009 | 32-тя Премія KBS драма                                    | Кращий новий актор                                                  | «Хлопці кращі за квіти» | Перемога  | [ 25 ]        |
| 2009 | 32-тя Премія KBS драма                                    | Краща пара (разом з Ку Хє Сон)                                      | «Хлопці кращі за квіти» | Перемога  | [ 25 ]        |
| 2009 | 32-тя Премія KBS драма                                    | Netizen нагорода (актор)                                            | «Хлопці кращі за квіти» | Номінація | [ 25 ]        |
| 2010 | 29-та Премія MBC драма                                    | Нагорода за майстерність (актор)                                    | «Особистий смак»        | Перемога  | [ 26 ]        |
| 2010 | 29-та Премія MBC драма                                    | Нагорода за популярність (актор)                                    | «Особистий смак»        | Номінація | [ 26 ]        |
| 2011 | 4-та Премія корейської драми                              | Нагорода за високу майстерність (актор)                             | «Міський мисливець»     | Перемога  | [ 27 ]        |
| 2011 | 4-та Премія корейської драми                              | Зірка Корейської хвилі                                              | «Міський мисливець»     | Перемога  | [ 27 ]        |
| 2011 | 19-та Премія SBS драма                                    | Нагорода за високу майстерність (актор серіалу)                     | «Міський мисливець»     | Перемога  | [ 28 ]        |
| 2011 | 19-та Премія SBS драма                                    | Нагорода за популярність (актор)                                    | «Міський мисливець»     | Перемога  | [ 28 ]        |
| 2011 | 19-та Премія SBS драма                                    | Топ-10 зірок                                                        | «Міський мисливець»     | Перемога  | [ 28 ]        |
| 2011 | 19-та Премія SBS драма                                    | Краща пара (разом з Пак Мін Йон)                                    | «Міський мисливець»     | Номінація | [ 28 ]        |
| 2012 | 20-та Премія SBS драма                                    | Нагорода за високу майстерність (актор мінісеріалу)                 | «Віра»                  | Перемога  | [ 29 ] [ 30 ] |
| 2012 | 20-та Премія SBS драма                                    | Топ-10 зірок                                                        | «Віра»                  | Перемога  | [ 29 ] [ 30 ] |
| 2012 | 20-та Премія SBS драма                                    | Нагорода за популярність (актор)                                    | «Віра»                  | Номінація | [ 29 ] [ 30 ] |
| 2013 | Премія пошуковика Baidu                                   | Кращий азійський актор                                              | «Спадкоємці»            | Перемога  | [ 31 ]        |
| 2013 | 21-ша Премія SBS драма                                    | Нагорода за високу майстерність (актор драми)                       | «Спадкоємці»            | Перемога  | [ 32 ]        |
| 2013 | 21-ша Премія SBS драма                                    | Нагорода за популярність (актор)                                    | «Спадкоємці»            | Перемога  | [ 32 ]        |
| 2013 | 21-ша Премія SBS драма                                    | Топ-10 зірок                                                        | «Спадкоємці»            | Перемога  | [ 32 ]        |
| 2013 | 21-ша Премія SBS драма                                    | Краща пара (разом з Пак Сін Хє)                                     | «Спадкоємці»            | Перемога  | [ 32 ]        |
| 2013 | 21-ша Премія SBS драма                                    | Краще вбрання                                                       | «Спадкоємці»            | Перемога  | [ 32 ]        |
| 2014 | 3-тя Премія «Зірок МААТР»                                 | Нагорода за високу майстерність (актор мінісеріалу)                 | «Спадкоємці»            | Номінація | [ 33 ]        |
| 2014 | 7-ма Премія корейської драми                              | Головний приз (Daesang)                                             | «Спадкоємці»            | Номінація | [ 34 ]        |
| 2014 | 7-ма Премія Ікона стилю                                   | Топ-10 ікон стилю                                                   | Н/Д                     | Номінація |               |
| 2014 | 5-та Премія популярної корейської культури та мистецтв    | Подяка від прем'єр-міністра                                         | Н/Д                     | Перемога  | [ 35 ]        |
| 2015 | 51-ша Премія мистецтв Пексан                              | Кращий новий кіноактор                                              | «Каннамський блюз»      | Номінація | [ 36 ] [ 37 ] |
| 2015 | 51-ша Премія мистецтв Пексан                              | Найпопулярніший кіноактор                                           | «Каннамський блюз»      | Перемога  | [ 36 ] [ 37 ] |
| 2015 | 51-ша Премія мистецтв Пексан                              | Нагорода зірка iQiyi                                                | «Каннамський блюз»      | Перемога  | [ 36 ] [ 37 ] |
| 2015 | 36-та Кінопремія Блакитний дракон                         | Кращий новий актор                                                  | «Каннамський блюз»      | Номінація | [ 38 ] [ 39 ] |
| 2015 | 36-та Кінопремія Блакитний дракон                         | Нагорода за популярність                                            | «Каннамський блюз»      | Перемога  | [ 38 ] [ 39 ] |
| 2015 | 52-га Кінопремія Великий дзвін                            | Кращий новий актор                                                  | «Каннамський блюз»      | Перемога  | [ 40 ]        |
| 2015 | 52-га Кінопремія Великий дзвін                            | Нагорода за популярність                                            | «Каннамський блюз»      | Номінація | [ 40 ]        |
| 2015 | Головна премія Корейської індустрії соціальних мереж      | Президентська нагорода від національного інформаційного суспільства | Н/Д                     | Перемога  | [ 41 ]        |
| 2015 | 19-й Пучхонський міжнародний фестиваль фантастичного кіно | Вибір продюсерів                                                    | Н/Д                     | Перемога  | [ 42 ]        |
| 2015 | 10-а Сеульська міжнародна премія драми                    | Нагорода Десятиріччя досягнень корейської хвилі                     | Н/Д                     | Перемога  | [ 43 ]        |
| 2015 | 10-а Сеульська міжнародна премія драми                    | Нагорода за популярність Mango TV                                   | Н/Д                     | Перемога  | [ 43 ]        |
| 2015 | Зірка корейського бренда                                  | Головний приз                                                       | Н/Д                     | Перемога  | [ 44 ]        |
| 2015 | 1-ша Премія Fashionista                                   | Найкращий модник в кіно                                             | «Каннамський блюз»      | Номінація |               |
| 2015 | Премія корейського туризму                                | Зірка корейського туризму 2015 року                                 | Н/Д                     | Перемога  | [ 45 ]        |
| 2016 | 1-ша Кінопремія Weibo                                     | Найочікуваніший актор гостросюжетної комедії                        | «Мисливці за головами»  | Перемога  | [ 46 ] [ 47 ] |
| 2016 | 1-ша Кінопремія Weibo                                     | Піонер азійського кіно                                              | «Мисливці за головами»  | Перемога  | [ 46 ] [ 47 ] |
| 2016 | 24-та Премія SBS драма                                    | Головний приз (Daesang)                                             | «Легенда синього моря»  | Номінація | [ 48 ]        |
| 2016 | 24-та Премія SBS драма                                    | Нагорода за високу майстерність (актор фантастичного серіалу        | «Легенда синього моря»  | Перемога  | [ 48 ]        |
| 2016 | 24-та Премія SBS драма                                    | Краща пара (разом з Чон Чі Хьон)                                    | «Легенда синього моря»  | Перемога  | [ 48 ]        |
| 2016 | 24-та Премія SBS драма                                    | Топ-10 зірок                                                        | «Легенда синього моря»  | Перемога  | [ 48 ]        |
| 2016 | 24-та Премія SBS драма                                    | Зірка корейської хвилі                                              | «Легенда синього моря»  | Номінація | [ 48 ]        |
| 2016 | Премія LeTV                                               | Найпопулярніший азійський ідол                                      | Н/Д                     | Перемога  | [ 49 ]        |
| 2017 | Премія Національний бренд                                 | Головний приз                                                       | Н/Д                     | Перемога  | [ 50 ]        |